# Мірлер
Мірлер (також Мирляр і Мереляр) — село в Кубадлинському районі Азербайджану.

## Історія
У 1993 році село взяли під контроль Збройні сили Республіки Вірменія.

## Топонімія
Село Мірлер розташоване на березі річки Баргюшад, у передгір'ї. За місцевою інформацією, поселення було названо на честь шейха Міра Ібрагіма Аги в XVIII столітті. У ряді мусульманських країн, включаючи Азербайджан, нащадки пророка Мухаммеда зазвичай носять почесний титул Саїд або Мір. Антропоойконім. Див. Міронабад: Неріманабад.